# CWUR大學排名
世界大学排名中心（Center for World University Rankings, CWUR）是一家咨询公司。自2012年以来，CWUR一直在发布全球大学学术排名，该排名不依赖调查和大学数据提交，而是评估教育质量、就业能力、师资质量和研究质量。该排名最初是沙特阿拉伯吉达的一个项目，旨在评选出世界前 100 所大学。它很快被許多大学和媒体报道，并收到了扩大排名的请求。2019年，该排名扩大到列出全球近两万所大学中的前 2000 所。
自2016年起，世界大学排名中心总部设在阿拉伯联合酋长国。